# غوردون ماكي
غوردون ماكي (بالإنجليزية: Gordon McKee)‏ هو لاعب قفز طويل أمريكي، ولد في 12 أكتوبر 1966 في تكساس في الولايات المتحدة.

## وصلات خارجية
- غوردون ماكي على موقع الاتحاد الدولي لألعاب القوى (الإنجليزية)